# Elionor de Blois
Elionor de Blois o de Xampanya (1104-1141), filla d'Esteve II de Blois, comte de Blois, ce chartres i de Meaux, i d'Adela d'Anglaterra, fou una comtessa francesa esposa de Raül I el Valent, comte de Vermandois i comte de Valois. Certes genealogies li atribueixen un fill Hugues II que s'hauria fet monjo sota el nom de Fèlix de Valois, però aquesta afirmació sembla una broma del segle xvi.
El seu matrimoni amb Raül de Vermandois va ser dissol a la demanda d'Elionor d'Aquitània, de la qual la germana Peronel·la d'Aquitània estava enamorada de Raül.